# Jean-Pierre Castaldi
 (juin 2017).
Si vous disposez d'ouvrages ou d'articles de référence ou si vous connaissez des sites web de qualité traitant du thème abordé ici, merci de compléter l'article en donnant les références utiles à sa vérifiabilité et en les liant à la section « Notes et références ».
Pour les articles homonymes, voir Castaldi.
Jean-Pierre Castaldi , né le 1er octobre 1944 à Grenoble (Isère), est un acteur et animateur de télévision français.

## Biographie

### Carrière
Fils d'Ange Castaldi, cadre à la CGEE, Jean-Pierre Castaldi fait ses débuts d’acteur après une formation chez René Simon et, surtout, Jean-Laurent Cochet. Il décroche ses premiers rôles dans les années 1970 au cinéma (La Merveilleuse Visite de Marcel Carné, French Connection 2 aux côtés de Gene Hackman) et à la télévision (Un matin de juin 40), et commence à se faire connaître en tournant dans des séries : Les Enquêtes du commissaire Maigret, Commissaire Moulin, L’Île de François Leterrier et La Traque de Philippe Lefebvre. Mais, c'est surtout avec le rôle de Jean Dupuy dans la série Les Hommes de Rose qu'il obtient une première notoriété vers la fin des années 1970.
Au début des années 1980, il change de registre au cinéma et passe à la comédie, en tournant dans divers succès populaires, avec Édouard Molinaro (Pour cent briques, t’as plus rien...), Yves Robert, Claude Sautet (Quelques jours avec moi)... Il joue régulièrement pour Claude Zidi (Ripoux contre ripoux, Arlette, Astérix et Obélix contre César). En 2005, il joue avec Carole Bouquet dans Travaux, on sait quand ça commence..., qui a été présenté à la Quinzaine des Réalisateurs du Festival de Cannes. À la télévision, il tourne quelques téléfilms (Les hommes et les femmes sont faits pour vivre heureux… mais pas ensemble de Philippe de Broca et Capitaine Casta de Joyce Buñuel). Il est également apparu dans diverses productions étrangères, parmi lesquelles Moonraker, Vincent et Théo de Robert Altman, Helsinki-Napoli de Mika Kaurismäki, et D’Artagnan de Peter Hyams.

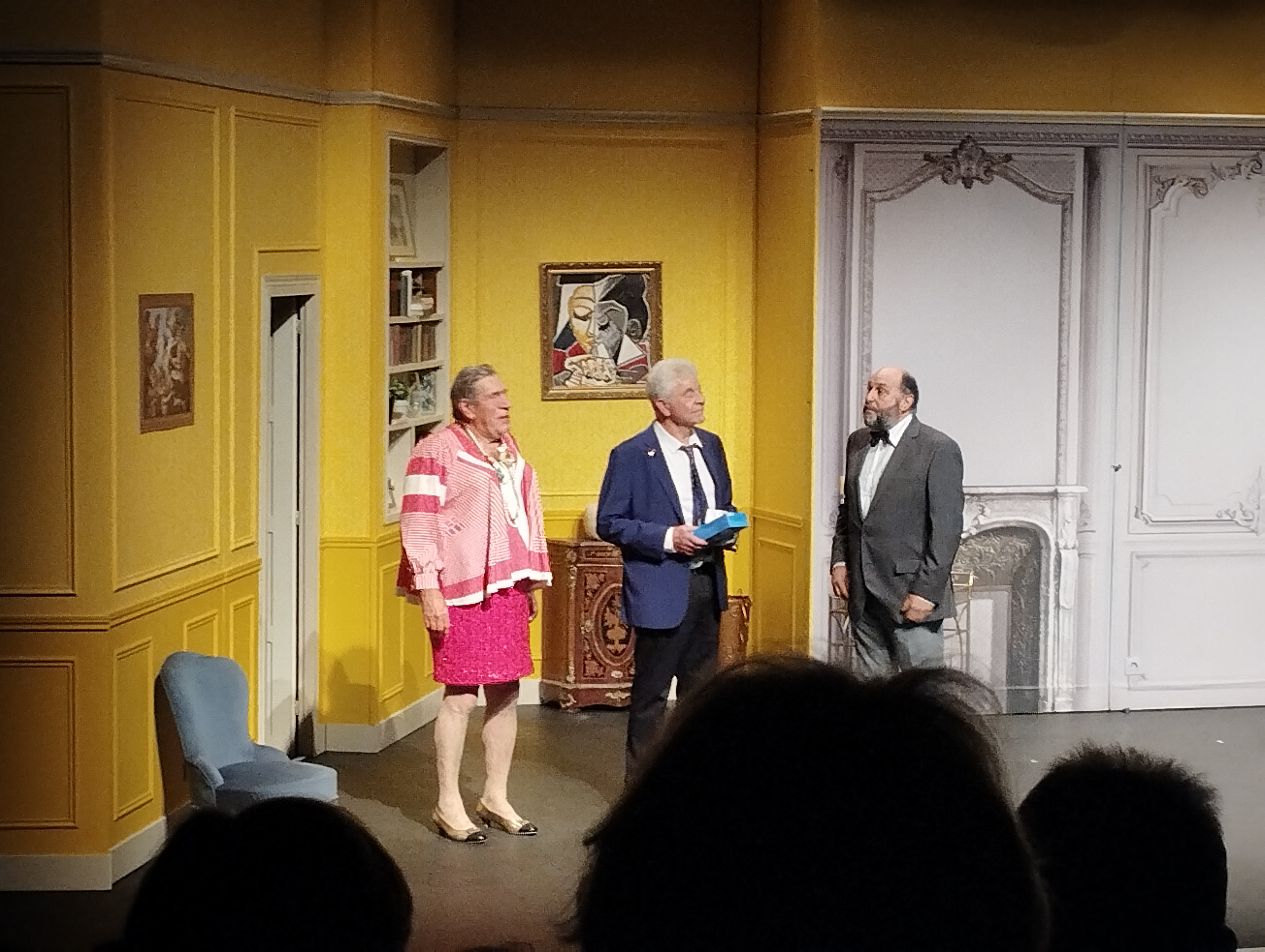
Jean-Pierre Castaldi, Georges Beller et Jean-Christophe Barc lors d'une représentation des Grands Ducs au théâtre Donald-Cardwell de Draveil, le 18 octobre 2024.

Parallèlement, il poursuit une carrière au théâtre, avec comme partenaires, entre autres, Jacques Weber (Monte-Cristo), Jean Poiret (Rumeurs), Michel Roux, Popeck, Danièle Évenou, puis son ancien professeur Jean-Laurent Cochet dans Tu m’as sauvé la vie de Sacha Guitry.
De 2000 à 2002, pendant 3 ans, il présente le jeu Fort Boyard avec Cendrine Dominguez, diffusé sur France 2. Toujours à la télévision, il participe à l'émission Première Compagnie sur TF1 en 2005, puis en 2019 à Mieux vaut tard que jamais, 4 émissions diffusées sur France 3.
En 2016, plusieurs médias tels que Télé-Loisirs, Télé 2 semaines, Télé Star, Voici et Télécâble Sat Hebdo annoncent le retour de Jean-Pierre Castaldi à la télévision dans la fiction humoristique Draculi & Gandolfi, réalisée par Guillaume Sanjorge. Il y incarne un chevalier dans une série qui mêle Moyen Âge et humour décalé.

### Vie privée
Jean-Pierre Castaldi s'est marié le 20 septembre 1969 avec l’actrice Catherine Allégret, avec qui il a eu un fils, Benjamin Castaldi. De son second mariage, avec Corinne Champeval, le 29 mai 1999, il a 2 autres enfants : Giovanni et Paola.

## Filmographie
Sauf indication contraire, les informations mentionnées dans cette section peuvent être confirmées par les bases de données cinématographiques IMDb et Allociné,  présentes dans la section « Liens externes ».

### Cinéma

#### Longs métrages

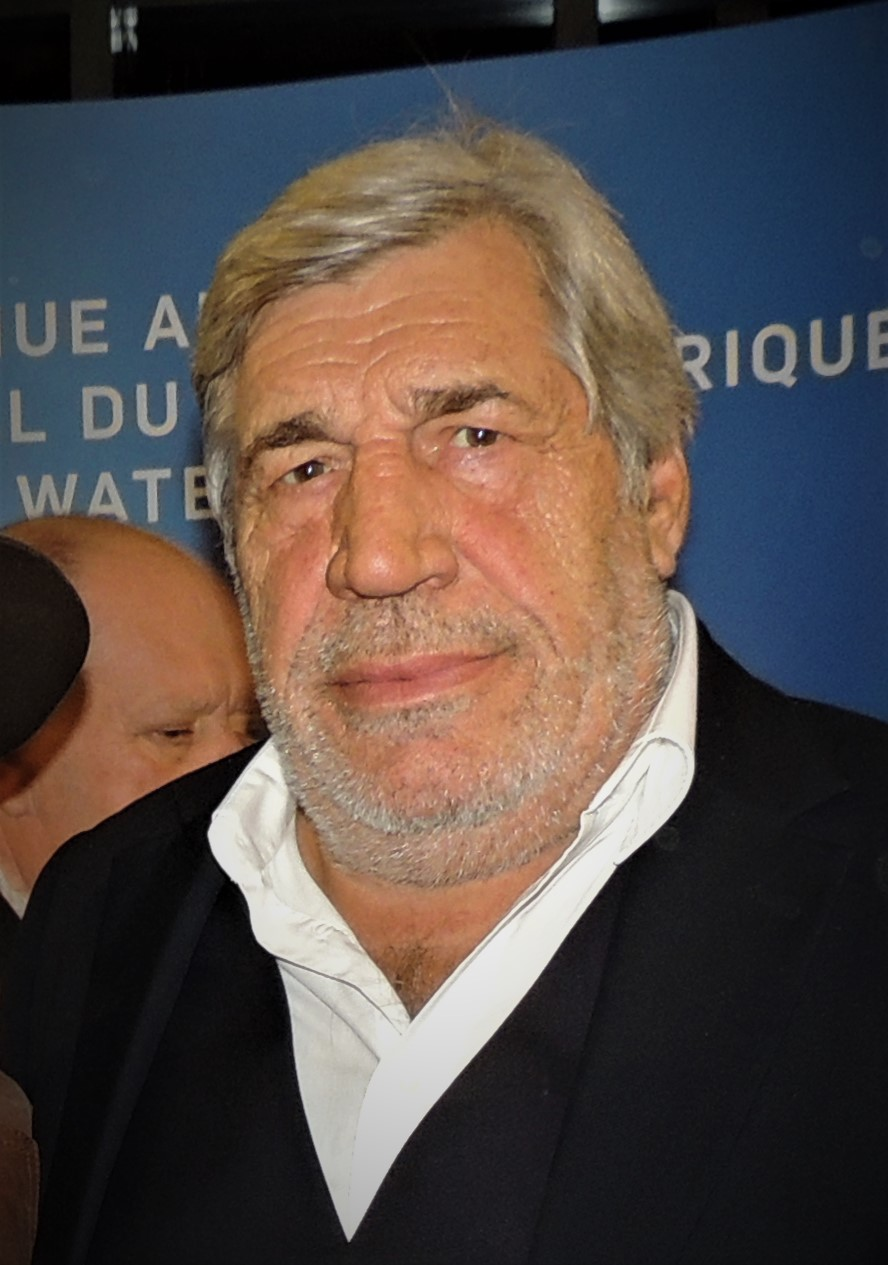
Jean-Pierre Castaldi au festival du film de Waterloo en 2013.

- 1964 : Angélique, marquise des anges de Bernard Borderie : un courtisan (non crédité)
- 1968 : La Chamade d'Alain Cavalier : l'homme à l'aéroport d'Orly (non crédité)
- 1968 : Ho ! de Robert Enrico : un ami de Bénédicte (non crédité)
- 1969 : L'Arbre de Noël (The Christmas Tree) de Terence Young : le motard de la gendarmerie
- 1970 : Le Cercle rouge de Jean-Pierre Melville : le videur de chez "Santi's"
- 1971 : La Veuve Couderc de Pierre Granier-Deferre : l'inspecteur
- 1972 : L'Attentat d'Yves Boisset : un militant
- 1972 : Ras le bol de Michel Huisman : Ondé
- 1972 : Décembre de Mohammed Lakhdar-Hamina
- 1973 : L'Affaire Dominici de Claude Bernard-Aubert : le premier journaliste
- 1973 : R.A.S. d'Yves Boisset : sergent Carbone
- 1973 : Le Train de Pierre Granier-Deferre : le sergent
- 1974 : La Race des seigneurs de Pierre Granier-Deferre : Collard
- 1974 : Le Passager (Caravan to Vaccarès) de Geoffrey Reeve : Pierre
- 1974 : La Merveilleuse Visite de Marcel Carné : François Mercadier
- 1975 : French Connection 2 de John Frankenheimer : inspecteur Raoul Diron
- 1977 : Nous irons tous au paradis d'Yves Robert : l'homme qu'Étienne croit être l'amant de Marthe et qui lui démonte sa voiture.
- 1979 : Moonraker de Lewis Gilbert (11e film de la saga James Bond): le pilote du jet privé Apollo
- 1980 : La Boum de Claude Pinoteau : Brassac
- 1981 : Les Uns et les Autres de Claude Lelouch
- 1981 : Putain d'histoire d'amour de Gilles Béhat : le flic de la fourrière
- 1982 : Ménage à trois (Better Late Than Never) de Bryan Forbes : Doctor
- 1982 : Pour cent briques, t'as plus rien... d'Édouard Molinaro : Henri
- 1983 : Le Voleur de feuilles de Pierre Trabaud : Guy Desforges
- 1984 : Le Jumeau de Yves Robert : Charlie
- 1985 : Palace d'Édouard Molinaro : le cuisinier
- 1985 : Monsieur de Pourceaugnac de Michel Mitrani : le premier Suisse
- 1986 : Yiddish Connection de Paul Boujenah
- 1986 : Sarraounia de Med Hondo : Sergeant Boutel
- 1987 : La Rumba de Roger Hanin : Mario Toselli
- 1987 : Helsinki-Napoli de Mika Kaurismäki : Igor
- 1988 : La Maison dans la dune de Michel Mees : Lourges
- 1988 : Quelques jours avec moi de Claude Sautet : Max
- 1989 : Suivez cet avion de Patrice Ambard : le chauffeur de taxi
- 1989 : Les cigognes n'en font qu'à leur tête de Didier Kaminka : le docteur Cast
- 1990 : Promotion canapé de Didier Kaminka : Pierre
- 1990 : Ripoux contre ripoux de Claude Zidi : Jean-Pierre Portal
- 1990 : Vincent et Théo de Robert Altman : père Tanguy
- 1991 : Tchin-Tchin de Gene Saks : Marcel
- 1991 : Money de Steven Hilliard Stern : Joachim
- 1991 : Lune froide de Patrick Bouchitey : Félix, le patron du bistro
- 1992 : Les Ténors de Francis de Gueltzl : Raoul
- 1992 : Coup de jeune de Xavier Gélin : Maurice Verret
- 1992 : L'Œil écarlate de Dominique Roulet : Vilard
- 1992 : Les Amies de ma femme de Didier Van Cauwelaert : le chirurgien esthétique
- 1993 : Profil bas de Claude Zidi : Smile
- 1996 : Ma femme me quitte de Didier Kaminka : Raymond
- 1997 : Arlette de Claude Zidi : Lulu
- 1999 : Astérix et Obélix contre César de Claude Zidi : Caius Bonus
- 2001 : D'Artagnan de Peter Hyams : Planchet
- 2002 : Ma femme... s'appelle Maurice de Jean-Marie Poiré : le concessionnaire
- 2002 : The Extremists de Christian Duguay : Zoran
- 2003 : Un tueur aux trousses (Quicksand) de John Mackenzie : Jean Pillon
- 2004 : Georges et le Dragon de Tom Reeve : père Bernard
- 2005 : Travaux, on sait quand ça commence... de Brigitte Rouan : Frankie
- 2008 : Astérix aux Jeux olympiques de Frédéric Forestier : Caius Bonus
- 2009 : Streamfield, les carnets noirs de Jean-Luc Miesch : président Massedelle
- 2012 : Un Marocain à Paris de Saïd Naciri : Cohen
- 2013 : Le Casse des casses de Florian Hessique : le père de Lise et Ludo
- 2013 : Hasta mañana de Sébastien Maggiani et Olivier Vidal : l'aveugle

#### Courts métrages
- 1993 : The Bottle of Milk de Fabrice Grange
- 1993 : Aéroport d'Éric Magnan
- 2001 : Tapis vert de Thierry Bouteiller
- 2003 : Je m'indiffère d'Alain Rudaz et Sébastien Spitz : le père
- 2005 : Sextine de Francis Lalanne, avec Fabrice Éboué : le druide[8]
- 2013 : Sacré Charlemagne d'Adrien-François
- 2021 : Masque à Maman de Pierre Filmon

#### Doublage
- 2007 : Bee Movie : Drôle d'abeille de Steve Hickner et Simon J. Smith : Lou Duva / Lou Lo Duca[9]

### Télévision
- 1971 : Tang, épisode 8 d'André Michel : un détenu
- 1972 : Le 16 à Kerbriant : Lionel, sergent parachutiste SAS
- 1973 : Graine d'ortie : le boucher
- 1974 : Un Matin de Juin 40 (téléfilm) : Louis
- 1974 : Les Faucheurs de marguerites : Charles Voisin
- 1975 : Les Enquêtes du commissaire Maigret (série télévisée), épisode La Folle de Maigret de Claude Boissol
- 1977 : Les Anneaux de Bicêtre (téléfilm) : Gaston Gobet
- 1978 : Médecins de nuit de Philippe Lefebvre, épisode Jean-François
- 1978 : Les Hommes de Rose (série télévisée) : Jean
- 1978 : Madame le juge, épisode Le Dossier Françoise Muller d’Édouard Molinaro : Peroni
- 1979 : Les Enquêtes du commissaire Maigret, épisode : Maigret et le fou de Bergerac d'Yves Allégret
- 1979 : Les Enquêtes du commissaire Maigret, épisode : Maigret et l'Indicateur d'Yves Allégret
- 1979 : Commissaire Moulin (1 épisode) : José
- 1979 : Messieurs les Jurés : L'Affaire Coublanc' de Dominique Giuliani
- 1980 : La Traque (téléfilm) : Lepage
- 1980 : Une Page d'amour (téléfilm) : M.. Rambaud
- 1981 : Les Enquêtes du commissaire Maigret, Une confidence de Maigret d'Yves Allégret
- 1983 : La Veuve rouge d'Édouard Molinaro : Me Aubrey
- 1984 : Marie Pervenche (2 épisodes) : Commissaire Jouin
- 1985 : Madame et ses flics (série de 12 épisodes) : Simonelli
- 1986 : Série noire (1 épisode) : Chichin
- 1987 : L'Île, téléfilm de François Leterrier
- 1987 : Maguy, saison 3, épisode 39 Des briques et des brocs : Robert
- 1988 : La Ruelle au clair de lune, téléfilm d'Édouard Molinaro
- 1989 : Le Tour du monde en quatre-vingts jours, téléfilm de Buzz Kulik : Lenoir
- 1989 : Les Enquêtes du commissaire Maigret, (série télévisée) épisode L'Auberge aux noyés de Jean-Paul Sassy
- 1989-1990 : Paparoff (2 épisodes) : Le Gall
- 1990 : Imogène (1 épisode)
- 1991 : Appelez-moi Tonton, téléfilm de Dominique Baron : Monard
- 1992 : Les Aventures du jeune Indiana Jones (1 épisode)
- 1993 : Nestor Burma, saison 2, épisode 3 : Castagna
- 1993 : Antoine Rives, juge du terrorisme (6 épisodes) : Ravier
- 1993 : Le Frère trahi, téléfilm de Philippe Monnier : Viktor Brucan
- 1995 : Les hommes et les femmes sont faits pour vivre heureux… mais pas ensemble, téléfilm de Philippe de Broca : Charles
- 2000 à 2002 : Fort Boyard, jeu télévisé avec Cendrine Dominguez : présentateur et maître du Fort
- 2006 : Navarro (série télévisée) saison 18 - épisode 6 : L'Âme en vrac, épisode réalisé par Philippe Davin : Gilbert Maillol
- 2007 : Capitaine Casta, téléfilm de Joyce Buñuel : Casta
- 2016 à 2020 : Draculi & Gandolfi réalisée par Guillaume Sanjorge : chevalier Castaldi[10]
- 2017 : Scènes de ménages : Ça va être leur fête !

## Théâtre
Sauf indication contraire ou complémentaire, les informations mentionnées dans cette section peuvent être confirmées par la base de données Les Archives du spectacle.

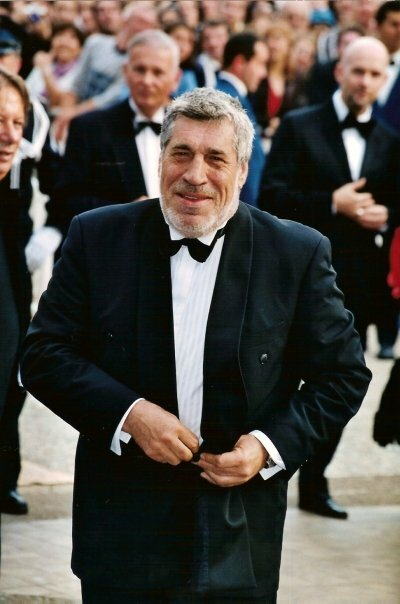
Jean-Pierre Castaldi au festival de Cannes en 2002.

- 1965 : Bérénice de Jean Racine, mise en scène Jacques Sereys, théâtre de l'Ambigu
- 1965 : Le Barbier de Séville de Beaumarchais, mise en scène Edmond Tamiz, théâtre des Célestins
- 1966 : La Fin du monde de Sacha Guitry, mise en scène Jean-Pierre Delage, théâtre de la Madeleine
- 1968 : Le Cerceau de Sophie Darbon, mise en scène Georges Descrières, théâtre municipal d'Aix-en-Provence
- 1969 : Noces de sang de Federico Garcia Lorca, mise en scène Raymond Rouleau, Théâtre des Célestins
- 1970 et 1973 : Le Soir du conquérant de Thierry Maulnier, mise en scène Pierre Franck, théâtre Hébertot
- 1971 : Des frites des frites d'Arnold Wesker, mise en scène Gérard Vergez, TNP théâtre de Chaillot
- 1976 : Pour cent briques, t'as plus rien... de Didier Kaminka, mise en scène de l'auteur, théâtre La Bruyère
- 1979 : Perversité sexuelle à Chicago de David Mamet, théâtre des Blancs-Manteaux
- 1982 : Toute honte bue spectacle de Jean-Pierre Bisson, Forum des Halles
- 1983 : Spartacus, mise en scène Jacques Weber, théâtre du 8°Lyon
- 1985 : La Milliardaire de George Bernard Shaw, mise en scène J Rougerie, Carré Silvia Monfort
- 1987 : Monte Cristo d'après Alexandre Dumas, mise en scène Jacques Weber, théâtre de Nice, Grande Halle de la Villette
- 1988 : Monte Cristo d'après Alexandre Dumas, mise en scène Jacques Weber, théâtre de Nice
- 1991 : Rumeurs (en) de Neil Simon, adaptation Jean Poiret, mise en scène Pierre Mondy, théâtre du Palais-Royal
- 1995 : Les Enfants de chœur de Louis-Michel Colla, mise en scène Franck de La Personne, théâtre de la Gaîté-Montparnasse
- 1995 : L'Hôtel du libre échange de Georges Feydeau, mise en scène Franck de La Personne, théâtre de la Michodière
- 1997 : La Nuit du Titanic spectacle de Michel Pascal, théâtre Rive Gauche
- 1997 : Vacances de rêve de Francis Joffo, théâtre du Palais-Royal
- 1998-1999 : Face à face de Francis Joffo, mise en scène Francis Joffo, théâtre du Palais-Royal
- 2001 : Ma femme est sortie de Jean Barbier, mise en scène Jean-Pierre Dravel et Olivier Macé, tournée
- 2006 : Clémentine de Jean Barbier, mise en scène Jean-Pierre Dravel et Olivier Macé, théâtre des Nouveautés
- 2008 : La Perruche et le Poulet de Robert Thomas, mise en scène Luq Hamett, théâtre Déjazet, tournée en 2010
- 2009 : L'Amour foot de Robert Lamoureux, mise en scène Francis Joffo, tournée
- 2011 : L'Emmerdeur de Francis Veber, mise en scène Didier Caron, tournée
- 2011 : Tu m'as sauvé la vie de Sacha Guitry, mise en scène Jean-Laurent Cochet, Pépinière Théâtre, tournée en 2012
- 2013 : Ah...vos souhaits d'Éric Le Roch, mise en scène de l'auteur, tournée
- 2014 - 2015 : Le Charlatan de Robert Lamoureux, mise en scène Jean Martinez, théâtre Tête d'or, tournée
- 2016-2017 : Aux frais de la princesse de Jean Franco, mise en scène Didier Brengarth, tournée
- 2018 - 2019 : Quelle famille ! de Francis Joffo, mise en scène Xavier Viton, Le Trianon de Bordeaux, théâtre Tête d'or de Lyon, tournée
- 2020 : Quelle famille ! de Francis Joffo, mise en scène Xavier Viton, théâtre de la Grande Comédie (Paris)
- 2021 : Les Beaux-pères d'Arnaud Cermolacce, mise en scène Anthony Marty, tournée
- 2023 : Transmission de Bill C. Davis, mise en scène Xavier Viton, Le Trianon de Bordeaux
- 2024 : Les Beaux-pères d'Arnaud Cermolacce, mise en scène Anthony Marty, théâtre des Variétés
- 2025 : Les Grands Ducs de Patrice Leconte et Serge Frydman, mise en scène Jean-Luc Moreau, théâtre de Passy et tournée

## Discographie
- 1977 : Le Troublant Témoignage de Paul Martin (sous le nom de Paul Martin) - Philips
- 1978 : Les Yeux fermés / Get up (sous le nom de Paul Martin) - Philips
- 1982 : Le Fou rire / Oui docteur (sous le nom de Casta) (avec Clémentine Célarié) - Disc' AZ
- 2014 : participation à l'EP Concorde de The Subs

### Émissions de télévision
- Il a participé à l'Académie des neuf, présentée par Jean-Pierre Foucault.
- Il a été piégé par Raphaël Mezrahi interprétant le personnage Hugues Delatte lors d'une fausse interview mémorable.
- Il a présenté Fort Boyard durant 3 saisons de l'été 2000 à 2002 sur France 2 aux côtés de Cendrine Dominguez.

- Il a participé au printemps 2005 à l'émission de télé-réalité Première compagnie sur TF1, il quitte l'émission sur abandon.
- Il a participé en juin 2008 à une édition spéciale VIP d'Intervilles sur France 3.
- Il a été piégé par Les Pronostickers et Jérôme Alonzo à la suite d'une interview pour Sport365 - séquence du faux cadreur bulgare Radomir Miliev.[réf. nécessaire].
- Il a participé à Fort Boyard en 1999, 2009 et mai 2025.
- Il a participé à TPMP: La Grande Rassrah! 2 en mars 2017.
- Il a participé À TPMP: La Grande Rassrah! 3 en novembre 2017.
- Il participe à Mieux vaut tard que jamais sur France 3 pendant l'été 2019.

## Publication
- Aux hasards de ma vie, Paris, Le Cherche Midi, 2011, 343 p. (ISBN 978-2-7491-1414-9)